# 臥竜公園
臥竜公園（がりゅうこうえん）は、長野県須坂市臥竜にある総合公園（都市公園）。日本さくら名所100選、日本の名松100選、長野の自然100選に選定されている。県下有数の都市公園で、動物園もある。

## 特徴

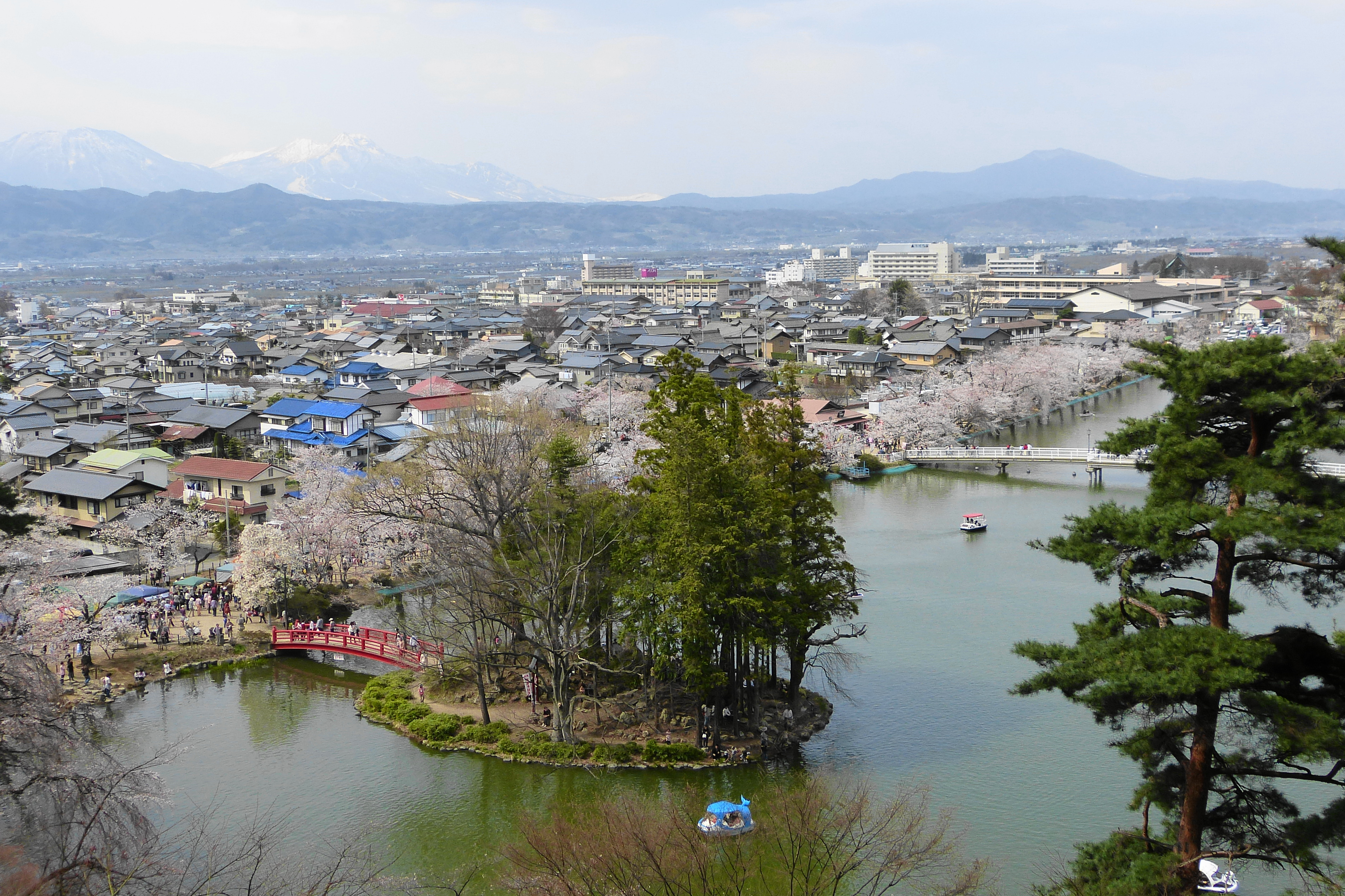
手前:竜ヶ池と弁天島
左奥から黒姫山、妙高山、斑尾山

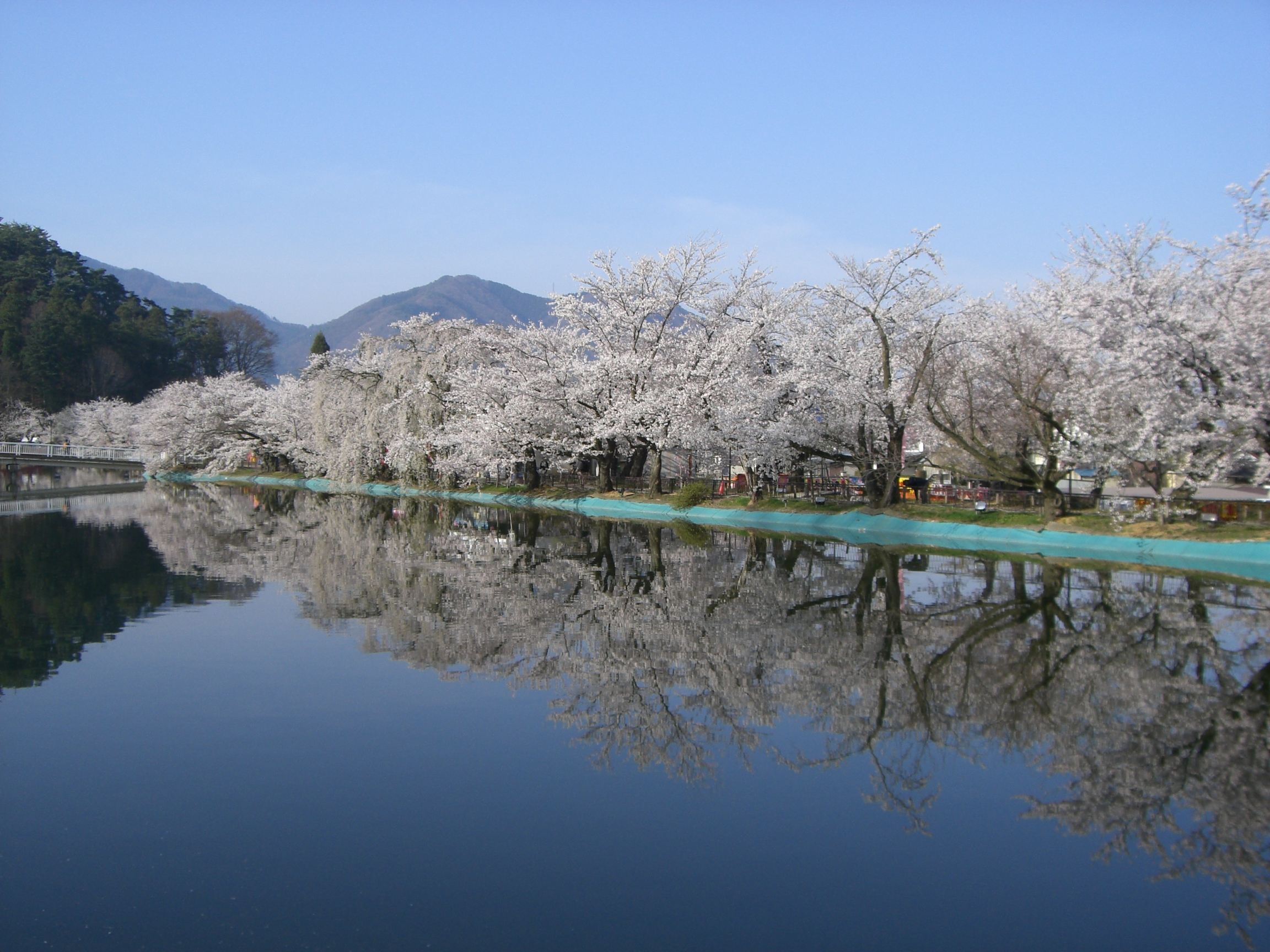
臥竜公園の桜

竜ヶ池の周りにはソメイヨシノを中心に150本、公園全体で約800本の桜が楽しめ、竜ヶ池の水面に映る桜や夜桜も知られている（見頃は4月中旬から下旬頃）。他にもアヤメ・フジ・ツツジ・アジサイが咲き競い、竜ヶ池周辺の茶店は、風情有る面影を残しており、「黒いおでん」、「団子」は名物となっている。また、近くの興国寺には臥竜梅（須坂市の天然記念物）がある。
娘の親である長者に、結婚を阻まれた若者は竜となり暴れるが、その姿を見た娘が悲しんだため、竜は静かに臥した。それが臥竜山だという昔話がある。
臥竜山には古墳、須田城跡、須坂藩主だった堀家の霊廟があり、臥竜山をめぐるウォーキングコースも整備されている。
1931年に築造された公園の設計者は、明治神宮や日比谷公園などを設計した日本最初の林学博士の本多静六（1866 – 1952）で、1926年（大正15年）に設計。昭和6年（1931年）築造。いみじくもこの築造は、昭和初頭の世界恐慌で、製糸の町須坂の製糸工場で働いていた多くの人々の失業者対策として行われるなど歴史の哀歌を刻んだ。市営の博物館、動物園、水族館などの施設を備えており、春の花、夏の風、秋の紅葉、冬の雪景色と、一年を通じて憩える公園として使われている。

## 施設
須坂市動物園
公園内にある小さな動物園であるが、全国ネットでテレビ 出演 （日本テレビ『天才!志村どうぶつ園』など多数）したアカカンガルーの「ハッチ（2009年11月25日死亡。現在動物園名誉園長）」・クララ・赤ちゃんや24時間インターネットで動物のライブ映像を配信中。「動物なにしてる？須坂市動物園てれび」の開園などにより、全国各地から来園者が急増しており、2006年度の年間入園者数は過去最高の237,663人を記録した。

## 交通機関
- 鉄道：最寄駅は長野電鉄須坂駅。

須坂駅から徒歩20分。駅からバスを利用する場合は仙仁線（S）、米子線（Y）の全便 →「臥竜公園入口」で下車。南北線（M）の全便 →「臥竜公園」で下車。須坂駅より所要時間約10分。運賃は大人200円、子供は半額となる。※日曜・祝日の運行は「仙仁線」のみとなる。 
- 駐車場：臥竜公園、動物園共通駐車場（市立博物館前駐車場、臥竜公園西口駐車場、看護学校東側駐車場テニスコート前駐車場等）
駐車料金：無料（臥竜公園さくらまつり期間中は一部有料）